# Johann Walter (Blanckenmüller)
Pour les articles homonymes, voir Johann Walter et Walter.
Cet article possède un paronyme, voir Johann Walther.
Johann Walter ou Walther (né en 1496 à Kahla – mort le 25 mars 1570 à Torgau) est un compositeur et poète de la période de la Réforme, surnommé « le premier cantor luthérien ».

## Biographie

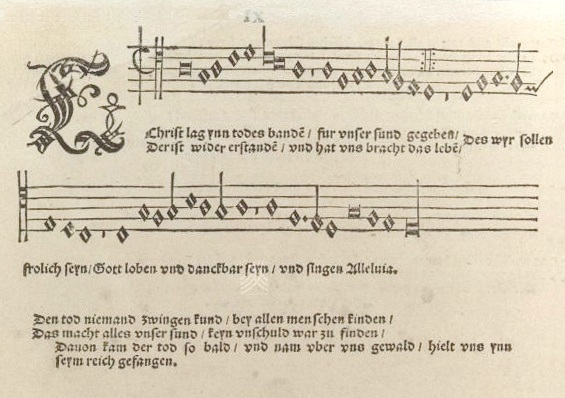
Christ lag in Todesbanden dans le livre de chant de Walter, 1524

Son père tenait une meunerie nommée Blanck, la famille était donc également appelée Blanckenmüller (Littéralement : le meunier Blanck). Ses premières années de scolarité se déroulèrent à Kahla et Rochlitz puis il commença des études universitaires à Leipzig. En 1524, Walther est chargé en tant que directeur de la maîtrise de Torgau par Martin Luther de composer le premier recueil de chants polyphoniques de l'Église évangélique-luthérienne. Ce sera le  Geistlich Gesangbüchlein, préfacé par Luther. L'année suivante, il met au point avec Luther et Conrad Rupsch, la musique de la Deutsche Messe, la messe allemande luthérienne. En 1526, après la dissolution de l'orchestre de cour de Frédéric III de Saxe, Walther devient cantor à l'école de latin de Torgau et ainsi cantor de la ville de Torgau. De 1548 à 1554, il dirige l'orchestre de la cour de Dresde. Il y fonde et y dirige la maîtrise du prince-électeur. Georg Otto (1550-1618) est l'un de ses élèves de l'époque, ce dernier deviendra à son tour professeur d'Heinrich Schütz.
Johann Walther passe pour le « cantor originel » de l'église évangélique. Beaucoup de mélodies accompagnant les cantiques de Luther ont été composées avec sa collaboration. Les seules mélodies accompagnant les textes de Luther qui soient inscrites sous le nom propre de Walther dans le livre de chant évangélique (Evangelisches Gesangbuch) sont Es spricht der Unweisen Mund wohl (avec le texte  Herr, für dein Wort sei hoch gepreist de David Denicke, EG 196) et Mitten wir im Leben sind mit dem Tod umfangen (EG 518), pour lesquelles il a retravaillé une édition plus ancienne devant de Salzbourg. On lui doit également les mélodies Der Herr ist mein getreuer Hirt (EG 274) et All Morgen ist ganz frisch und neu des Herren Gnad und große Treu (EG 440), les textes Herzlich tut mich erfreuen (EG 148) Allein auf Gottes Wort will ich mein Grund und Glauben bauen (EG 195), tout comme le texte et la mélodie de Wach auf, wach auf, du deutsches Land (EG 145).
Johann Sebastian Bach a repris les mélodies de Johann Walther dans de multiples compositions, incluant ses cantates, ses chorals pour orgue et l'oratorio de Noël (BWV 248).
De multiples autres compositeurs se sont par ailleurs inspirés des mélodies de Johann Walther : Roland de Lassus, Michael Praetorius, Heinrich Schütz, Dietrich Buxtehude, Johann Michael Bach, Johann Pachelbel, Friedrich Wilhelm Zachow, Georg Philipp Telemann, Wilhelm Friedemann Bach, Max Reger et bien d'autres.

## Hommages
À Torgau, il existe un Johann-Walther-Gymnasium, évoqué pour la première fois en 1371 et auquel on a donné le nom du musicien en 1995. C'est dans cet établissement que Walther a formé des enfants de chœur et c'est également là qu'il a été professeur à partir de 1534. 
La maîtrise de la communauté évangélique-luthérienne de Kahla s'appelle Johann Walther-Kantorei depuis 1956.
A été également créée la Johann Walther Plakette. Elle est remise aux personnalités qui se sont engagées dans la préservation de la musique en Saxe. Elle est attribuée tous les deux ans depuis 2002 par le Sächsischer Musikrat. Les lauréats depuis 2002 sont : 
- 2002 : Peter Kopp
- 2004 : Ludwig Güttler, Ingo Zimmermann
- 2006 : Christfried Brödel, Erhard Fietz, Jürgen Schulze
- 2008 : Herbert Blomstedt, Hans-Joachim Meyer